# Rai Leh
Rai Leh (auch Railay geschrieben, thailändisch อ่าวไร่เลย์, RTGS Ao Rai Le – Aussprache: [ʔàːw.râi.leː]) ist eine Halbinsel der Provinz Krabi in Südthailand. Sie liegt im Amphoe Mueang Krabi und ragt in den Süden der Ao Nang Bucht in die Andamanensee hinein. Sie ist eines der spektakulärsten Reiseziele im Süden Thailands. Aus dem Landesinneren steigen hohe dschungelbegrünte Kalksteinformationen auf. Diese begrenzen die Halbinsel teilweise.
Rai Leh ist nicht über den Landweg zu erreichen. Mit den landestypischen Longtail-Booten erreicht man die Strände und Sehenswürdigkeiten vom Ao-Nang-Strand oder der Provinzhauptstadt Krabi. Sehenswert sind die Landschaft und die Strände. Insbesondere ist der Phranang-Strand zu erwähnen, der zu den schönsten Thailands zählt. Der Oststrand von Rai Leh eignet sich nicht zum Baden, da Ebbe und Flut dort sehr ausgeprägt sind, Mangrovenbewuchs herrscht und der Strand sehr seicht abfällt. Hier ist jedoch ein Paradies für Kletterer. Eine Handvoll Kletterschulen bieten die Dienste an. Der Besuch eines Kratersees, verbunden mit harter Kletterei hoch auf einen und in einen Kalksteinfelsen ist etwas für Geübtere.
Rai Leh ist mit Hotels und Bungalowanlagen bebaut, die in der thailändischen Hauptreisezeit (November bis April) vergleichsweise stark besucht sind.